# Amphicoma splendens
Amphicoma splendens là một loài bọ cánh cứng trong họ Glaphyridae. Loài này được Yawata miêu tả khoa học năm 1942.